# I Really Like You
"I Really Like You" là một bài hát của nữ ca sĩ Carly Rae Jepsen từ album phòng thu thứ ba của cô ấy, Emotion (2015). Bài hát được viết bởi Jepsen, Jacob Kasher Hindlin, và Peter Svensson, sản xuất bởi Svensson. Bài hát được phát hành dưới dạng đĩa đơn đầu tiên từ album vào ngày 2 tháng 3 năm 2015.

## Xếp hạng
| Bảng xếp hạng (2015)                            | Vị trí cao nhất |
| ----------------------------------------------- | --------------- |
| Úc (ARIA)                                       | 37              |
| Áo (Ö3 Austria Top 40)                          | 11              |
| Croatia (Airplay Radio Chart)                   | 1               |
| Bỉ (Ultratop 50 Flanders)                       | 43              |
| Bỉ (Ultratop 50 Wallonia)                       | 44              |
| Canada (Canadian Hot 100)                       | 14              |
| Canada CHR/Top 40 (Billboard)                   | 36              |
| Canada Hot AC (Billboard)                       | 26              |
| Cộng hòa Séc (Rádio Top 100)                    | 17              |
| Cộng hòa Séc (Singles Digitál Top 100)          | 7               |
| Đan Mạch (Tracklisten)                          | 7               |
| Phần Lan (Suomen virallinen lista)              | 10              |
| Pháp (SNEP)                                     | 39              |
| Trường songid là BẮT BUỘC CHO BẢNG XẾP HẠNG ĐỨC | 15              |
| Hungary (Single Top 40)                         | 27              |
| Ireland (IRMA)                                  | 3               |
| Ý (FIMI)                                        | 42              |
| Nhật Bản (Japan Hot 100)                        | 4               |
| Hà Lan (Dutch Top 40)                           | 13              |
| Hà Lan (Single Top 100)                         | 16              |
| New Zealand (Recorded Music NZ)                 | 25              |
| Na Uy (VG-lista)                                | 22              |
| Ba Lan (Polish Airplay Top 100)                 | 10              |
| Scotland (OCC)                                  | 1               |
| Slovakia (Rádio Top 100)                        | 16              |
| Slovakia (Singles Digitál Top 100)              | 15              |
| Nam Phi (EMA)                                   | 5               |
| Tây Ban Nha (PROMUSICAE)                        | 27              |
| Thụy Điển (Sverigetopplistan)                   | 25              |
| Thụy Sĩ (Schweizer Hitparade)                   | 15              |
| Anh Quốc (OCC)                                  | 3               |
| Hoa Kỳ Billboard Hot 100                        | 39              |
| Hoa Kỳ Dance Club Songs (Billboard)             | 36              |
| Hoa Kỳ Pop Airplay (Billboard)                  | 30              |

## Chứng nhận
| Quốc gia | Chứng nhận | Số đơn vị/doanh số chứng nhận |
| --- | ---------- | ----------------------------- |
| Canada (Music Canada) | Gold       | 0*                            |
| Đan Mạch (IFPI Đan Mạch) | Gold       | 30,000^                       |
| Ý (FIMI) | Gold       | 25,000‡                       |
| Nhật Bản (RIAJ) | Gold       | 100.000^                      |
| Tây Ban Nha (PROMUSICAE) | Gold       | 20.000‡                       |
| Thụy Điển (GLF) | Platinum   | 20.000‡                       |
| Anh Quốc (BPI) | Gold       | 400.000‡                      |
| United States | —          | 420,000‡                      |
| * Chứng nhận dựa theo doanh số tiêu thụ. ^ Chứng nhận dựa theo doanh số nhập hàng. ‡ Chứng nhận dựa theo doanh số tiêu thụ và phát trực tuyến. |            |                               |